# Генрих фон Динклаге
Генрих фон Динклаге (нем. Heinrich von Dincklage; ум. 28 октября 1296) — магистр Ливонского ордена с 1295 года по 1296 год.

## Биография
В 1295 году Генрих фон Динклаге был избран новым ландмейстером Тевтонского Ордена в Ливонии.
Заключил мирный договор с дерптским епископом Бернгардом II (1285—1303), который признал верховную власть Ливонского Ордена. Дерпский епископ согласился за занятие орденскими гарнизонами всех крепостей дерптского епископства для улучшения обороны эпископства от походов псковичей.
28 октября 1296 года ливонский магистр Генрих фон Динклаге скончался. Его преемником был избран Бруно.